# Spergularia tenuifolia
Spergularia tenuifolia är en nejlikväxtart som beskrevs av Auguste Nicolas Pomel. Spergularia tenuifolia ingår i släktet rödnarvar, och familjen nejlikväxter. Inga underarter finns listade i Catalogue of Life.